# Мадюродам

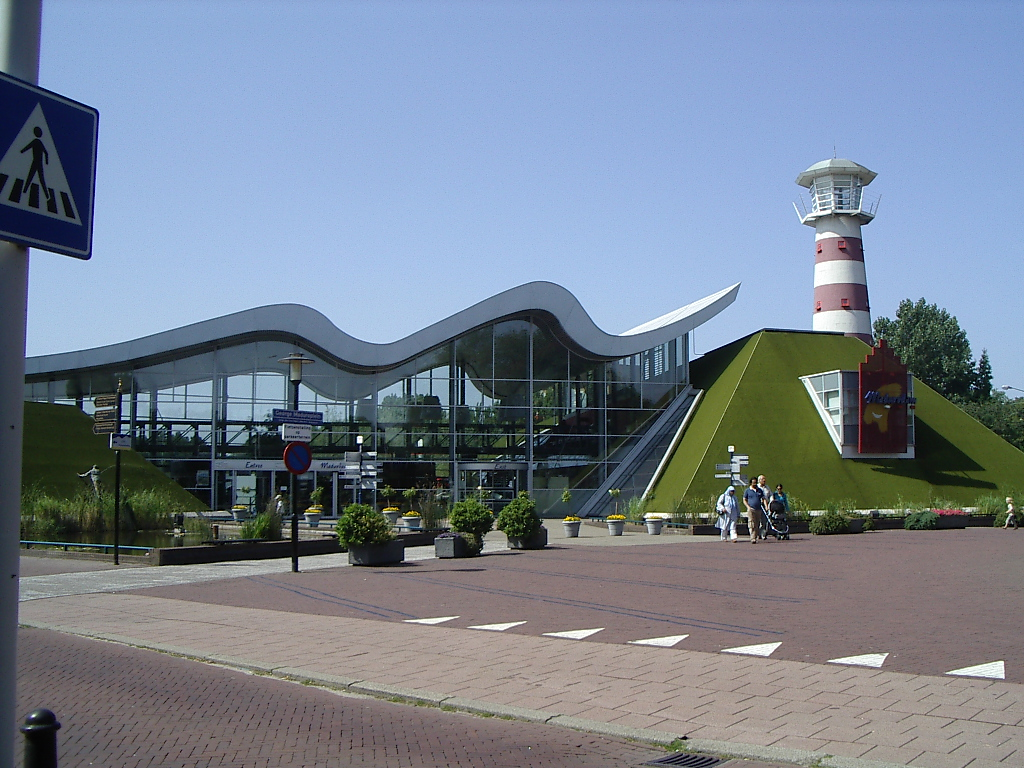
Вхід у Мадюродам

Мадюродам (нід. Madurodam), рідше «Голландія в мініатюрі», «Голландія в таблетці» — відкритий 1952 року на честь нідерландського героя Опору George Maduro (1916—1945) музей просто неба в Гаазі, найбільша у світі збірка мініатюрних будівель, які представляють найхарактерніші об'єкти Нідерландів в масштабі 1:25. Розробкою та доглядом за макетами займається штат з 35 чоловік. Робота над деякими експонатами триває до 4 років. Макети переважно вироблені з пластмаси, для зелених насаджень використовується справжні рослини, які постійно підстригаються, щоб їхня висота не перевищувала 60 сантиметрів.
У Мадуродамі містяться понад 700 об'єктів, зокрема, будинки, мости, вітряки, дерева, а також найдовша у світі мініатюрна залізниця (потяги рухаються згідно з чітким розкладом, затримуючись на вокзалах в Амстердамі, Гаазі та Бреді).